# آب درة
آب درة (قلعة خواجة) (بالفارسية: آب‌دره) هي منطقة سكنية تقع في إيران في قسم قلعة خواجة الريفي. يقدر عدد سكانها بـ 257 نسمة .